# .cz
.cz là tên miền quốc gia cấp cao nhất của Cộng hòa Séc, hiện được quản lý bởi CZ.NIC. Việc đăng ký tên miền phải được đặt hàng thông qua các cơ quan đăng ký được công nhận.
Trước khi phân chia thành hai quốc gia vào năm 1993, nước Tiệp Khắc cũ sử dụng tên miền .cs.
Độ dài tên miền tối đa được phép là 63 ký tự, chỉ có thể là chữ và số hoặc dấu gạch nối (-). Dấu gạch nối bị hạn chế ở chỗ chúng không thể là ký tự đầu tiên hoặc ký tự cuối cùng và không được xuất hiện liên tiếp. Tính đến năm 2013, có sáu miền sử dụng tối đa 63 ký tự.

## Lịch sử
Tên miền.cz có hiệu lực từ tháng 1 năm 1993, sau khi Tiệp Khắc giải thể. Vào năm 2009, luật mới của Liên minh Châu Âu có hiệu lực, chỉ cho phép sử dụng các dấu phụ trong các miền cấp hai dưới miền.eu. Khách hàng đến từ Séc là một trong những người quan tâm nhất đến các tên miền mới, mua ít hơn người Đức, và nhiều hơn người Pháp. Tên miền.cz, do hiệp hội CZ.NIC điều hành, tiếp tục chỉ cung cấp tên miền các ký tự tiêu chuẩn, với lý do không đủ nhu cầu và khả năng truy cập thấp hơn do trở ngại ký tự từ nước ngoài là lý do đằng sau quyết định của họ.
Có hơn 850.000 trang web đã được đăng ký dưới tên miền.cz vào cuối năm 2011. Vào năm 2012, con số này đã vượt quá 1 triệu. Cộng hòa Séc do đó trở thành quốc gia thành viên thứ 12 của Liên minh châu Âu có một triệu tên miền đang hoạt động đang hoạt động với miền cấp cao nhất.
Vào cuối năm 2011, CZ.NIC báo cáo rằng quyền sở hữu của tất cả các miền, trong đó có 58% là thuộc về các cá nhân, các tổ chức chiếm thiểu số với 42%. Tên miền được sử dụng phổ biến nhất ở Praha, tiếp theo là Brno và Ostrava.